# 牛姆瓜
牛姆瓜（学名：Holboellia grandiflora），为木通科八月瓜属下的一个植物种。种名grandiflora意为“大花的”。